# Hongerdominee Ficht
Hongerdominee Ficht is een hoorspel van Wolfgang Kirchner. Hungerpastor Ficht werd op 9 november 1965 door de Sender Freies Berlin uitgezonden. Katja Spierdijk vertaalde het en de NCRV zond het uit op vrijdag 22 december 1967 (met een herhaling op zaterdag 26 juni 1971). De regisseur was Wim Paauw. Het hoorspel duurde 37 minuten.

## Rolbezetting
- Rob Geraerds (dominee Ficht)
- Huib Orizand (Spörhase)
- Joke Hagelen (Wallburga)
- Paula Majoor (Bettina)
- Hans Veerman (Brandig)

## Inhoud
Dominee Ficht ligt op sterven. Aan zijn bed staat burgemeester Spörhase en houdt de doodsrede. Eigenlijk zou hij ze natuurlijk pas aan het graf houden, maar de dominee ontdekte het manuscript in de jaszak van zijn voormalige vijand Spörhase en stond erop, de grafrede nu reeds te horen. Het waren slechte tijden toen dominee Ficht in de kleine parochie kwam. Hij verstrekte de inwoners voedselpakketten, en ze noemden hem hun "hongerdominee". Maar toen Ficht, die drie dochters groot te brengen had, zelf naar de voedselpakketten greep, sloeg de dankbaarheid om in haat. Burgemeester Spörhase stond toen aan de zijde van de critici. De lofrede op Ficht, aan het ziekenbed voorgedragen, maken de stervende dominee duidelijk dat ook hij grote fouten heeft gemaakt…